# Gouvernement Drnovšek III
République de Slovénie
Drnovšek II Bajuk
Le gouvernement Drnovšek III (en slovène : 4. vlada Republike Slovenije) est le gouvernement de la république de Slovénie entre le 27 février 1997 et le 7 juin 2000, durant la 2e législature de l'Assemblée nationale.
Il est dirigé par le président du gouvernement sortant Janez Drnovšek, vainqueur à la majorité relative des élections législatives. Il repose sur une coalition de trois partis du centre et de centre droit. Après la rupture de la majorité, il est remplacé par le gouvernement de centre droit d'Andrej Bajuk.

## Historique
Dirigé par le président du gouvernement social-libéral sortant Janez Drnovšek, ce gouvernement est constitué et soutenu par une coalition entre la Démocratie libérale slovène (LDS), le Parti populaire slovène (SLS), et le Parti démocrate des retraités slovènes (DeSUS). Ensemble, ils disposent de 49 députés sur 90, soit 54,4 % des sièges de l'Assemblée nationale.
Il est formé à la suite des élections législatives du 16 novembre 1996.
Il succède donc au gouvernement Drnovšek II, constitué et soutenu par une coalition minoritaire entre la LDS et les Chrétiens-démocrates slovènes (SKD).

### Formation
Au cours du scrutin, la LDS s'impose avec 27 % des voix, devançant le SLS. La Démocratie libérale défend l'intégration de la Slovénie à l'Union européenne (UE) et l'Organisation du traité de l'Atlantique nord (OTAN) alors que le Parti populaire soutient une adhésion plus progressive.
L'Assemblée nationale confie le 9 janvier 1997 à Janez Drnovšek le soin de former le nouvel exécutif, par 46 voix pour et 44 contre grâce à un dissident chrétien-démocrate,. Il conclut le 18 février suivant un accord de coalition avec le SLS, ce qui lui assure la majorité à l'Assemblée, 12 jours après avoir échoué lors d'un premier vote de confiance. Le nouveau gouvernement entre en fonction le 27 février.

### Succession
Après que le Parti populaire a décidé de se retirer de l'alliance au pouvoir en conséquence de sa fusion avec les Chrétiens-démocrates, le président du gouvernement pose le 8 avril 2000 la question de confiance sur son projet de remaniement ministériel. Elle lui est refusée par 55 voix contre. Une semaine plus tard, le SLS+SKD (nouveau sigle adopté par le Parti populaire) et le Parti social-démocrate de Slovénie (SDSS), qui totalisent 44 députés sur 90, proposent la candidature d'Andrej Bajuk. Ce dernier forme son gouvernement le 7 juin, qui dispose d'une seule voix de majorité grâce au soutien de députés indépendants.

## Composition

### Initiale (27 février 1997)
| Poste                                                                                             | Titulaire | Titulaire                                      | Parti |
| ------------------------------------------------------------------------------------------------- | --------- | ---------------------------------------------- | ----- |
| Président du gouvernement                                                                         |           | Janez Drnovšek                                 | LDS   |
| Ministre sans portefeuille Suppléant du président du gouvernement et coordonnateur des ministères |           | Marjan Podobnik                                | SLS   |
| Ministre du Travail, de la Famille et des Affaires sociales                                       |           | Anton Rop                                      | LDS   |
| Ministre des Relations économiques et du Développement                                            |           | Marjan Senjur                                  | SLS   |
| Ministre des Finances                                                                             |           | Mitja Gaspari                                  | Sans  |
| Ministre des Affaires économiques                                                                 |           | Metod Dragonja                                 | Sans  |
| Ministre de l’Agriculture, des Forêts et de l'Alimentation                                        |           | Ciril Smrkolj                                  | SLS   |
| Ministre de la Culture                                                                            |           | Jožef Školč                                    | LDS   |
| Ministre de l'Intérieur                                                                           |           | Mirko Bandelj                                  | LDS   |
| Ministre de la Défense                                                                            |           | Tit Turnšek                                    | SLS   |
| Ministre de l'Environnement et de l'Aménagement du territoire                                     |           | Pavel Gantar                                   | LDS   |
| Ministre de la Justice                                                                            |           | Tomaž Marušič                                  | SLS   |
| Ministre des Transports et des Communications                                                     |           | Anton Bergauer                                 | SLS   |
| Ministre de l'Éducation et des Sports                                                             |           | Slavko Gaber                                   | LDS   |
| Ministre de la Santé                                                                              |           | Marjan Jereb                                   | SLS   |
| Ministre de la Science et de la Technologie                                                       |           | Alojzij Marinček                               | SLS   |
| Ministre des Affaires étrangères                                                                  |           | Zoran Thaler (jusqu'au 25/09/1997) Boris Frlec | LDS   |
| Ministre sans portefeuille Chargé de l'Autonomie locale                                           |           | Božo Grafenauer                                | SLS   |
| Ministre sans portefeuille Chargé de la Coordination de la Sécurité sociale                       |           | Janko Kušar                                    | DeSUS |

### Remaniement du 29 octobre 1997
- Les nouveaux ministres sont indiqués en gras.

| Poste                                                                                             | Titulaire | Titulaire                                                                                                   | Parti |
| ------------------------------------------------------------------------------------------------- | --------- | --- | ----- |
| Président du gouvernement                                                                         |           | Janez Drnovšek                                                                                              | LDS   |
| Ministre sans portefeuille Suppléant du président du gouvernement et coordonnateur des ministères |           | Marjan Podobnik                                                                                             | SLS   |
| Ministre du Travail, de la Famille et des Affaires sociales                                       |           | Anton Rop                                                                                                   | LDS   |
| Ministre des Relations économiques et du Développement                                            |           | Marjan Senjur                                                                                               | SLS   |
| Ministre des Finances                                                                             |           | Mitja Gaspari                                                                                               | Sans  |
| Ministre des Affaires économiques                                                                 |           | Metod Dragonja (jusqu'au 20/04/1999)                                                                        | Sans  |
| Ministre des Affaires économiques                                                                 |           | Tea Terezija Petrin                                                                                         | LDS   |
| Ministre des Petites et moyennes entreprises et du Tourisme                                       |           | Janko Razgoršek                                                                                             | SLS   |
| Ministre de l’Agriculture, des Forêts et de l'Alimentation                                        |           | Ciril Smrkolj                                                                                               | SLS   |
| Ministre de la Culture                                                                            |           | Jožef Školč                                                                                                 | LDS   |
| Ministre de l'Intérieur                                                                           |           | Mirko Bandelj (jusqu'au 16/02/1999) Borut Šuklje (à partir du 24/03/1999)                                   | LDS   |
| Ministre de la Défense                                                                            |           | Tit Turnšek (jusqu'au 13/03/1998) Alojz Krapež (jusqu'au 24/11/1998) Franci Demšar (à partir du 04/02/1999) | SLS   |
| Ministre de l'Environnement et de l'Aménagement du territoire                                     |           | Pavel Gantar                                                                                                | LDS   |
| Ministre de la Justice                                                                            |           | Tomaž Marušič                                                                                               | SLS   |
| Ministre des Transports et des Communications                                                     |           | Anton Bergauer                                                                                              | SLS   |
| Ministre de l'Éducation et des Sports                                                             |           | Slavko Gaber (jusqu'au 29/07/1999)                                                                          | LDS   |
| Ministre de l'Éducation et des Sports                                                             |           | Marjan Jereb                                                                                                | Sans  |
| Ministre de la Santé                                                                              |           | Marjan Jereb                                                                                                | SLS   |
| Ministre de la Science et de la Technologie                                                       |           | Alojzij Marinček                                                                                            | SLS   |
| Ministre des Affaires étrangères                                                                  |           | Boris Frlec (jusqu'au 02/02/2000) Dimitrij Rupel                                                            | LDS   |
| Ministre sans portefeuille Chargé des Affaires européennes                                        |           | Igor Bavčer                                                                                                 | LDS   |
| Ministre sans portefeuille Chargé de l'Autonomie locale                                           |           | Božo Grafenauer                                                                                             | SLS   |
| Ministre sans portefeuille Chargé de la Coordination de la Sécurité sociale                       |           | Janko Kušar                                                                                                 | DeSUS |